# Carrefour des Anciens-Combattants
Le carrefour des Anciens-Combattants est une voie située à la limite de Boulogne-Billancourt et du le 16e arrondissement de Paris, en France.

## Situation et accès

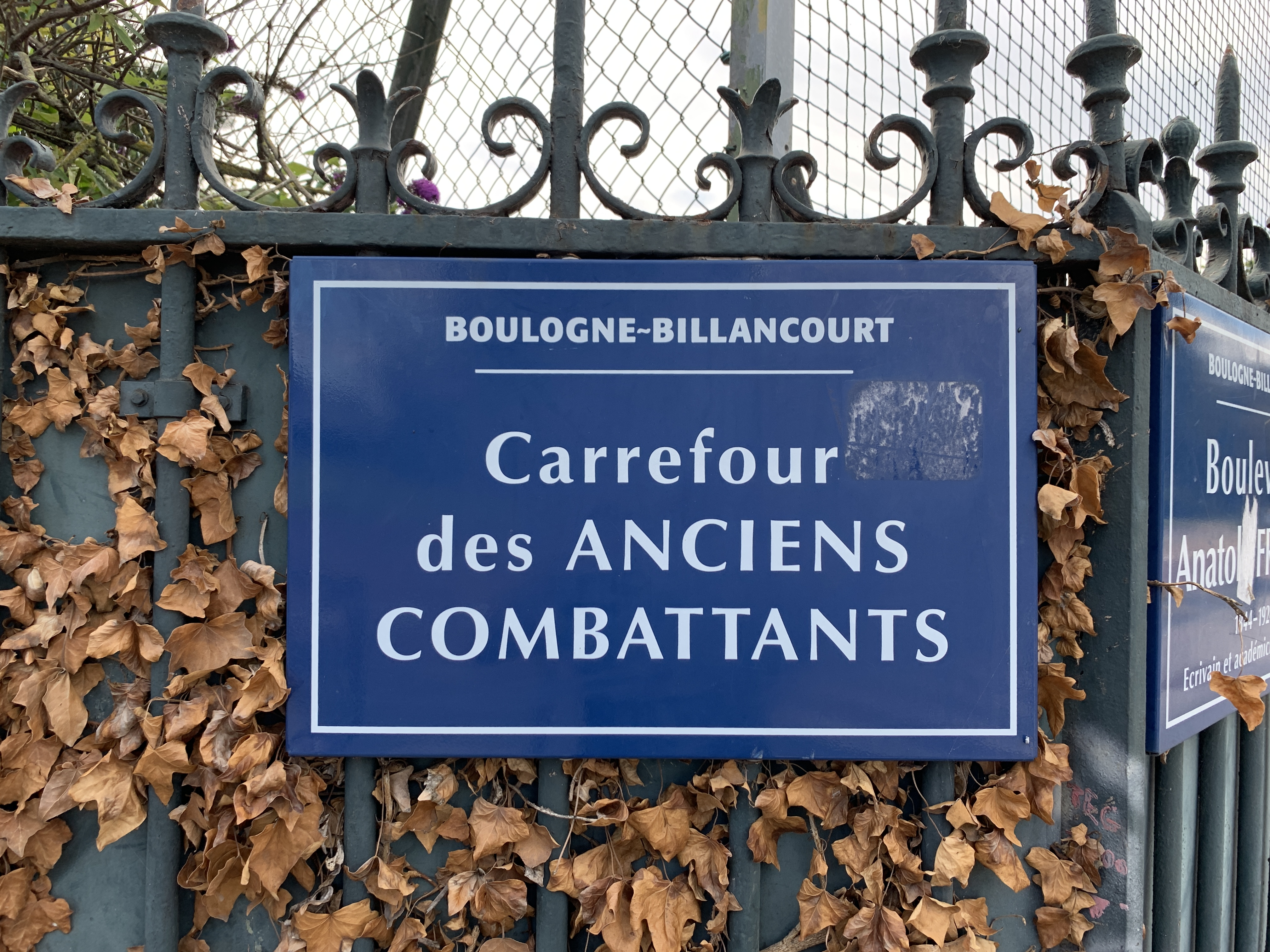
Plaque Carrefour des Anciens-Combattants, 2021.

C'est un carrefour giratoire où convergent :
- Allée de la Reine-Marguerite, au nord ;
- Avenue de la Porte-d'Auteuil, à l'est ;
- Boulevard d'Auteuil, au sud-est ;
- Rue Denfert-Rochereau, au sud-est ;
- Rue Gambetta, au sud ;
- Avenue Jean-Baptiste-Clément, au sud-ouest ;
- Boulevard Anatole-France, au nord-ouest.

## Origine du nom
Le nom de ce carrefour rend hommage aux Anciens combattants, statut légal reconnu par les autorités militaires et civiles à toute personne ayant servi sous son autorité lors d'une guerre.

## Historique
Au début des années 2000, c'était un des hauts lieux de la prostitution parisienne.

## Bâtiments remarquables et lieux de mémoire
Ce carrefour constitue une des entrées du bois de Boulogne avec la porte de Boulogne.